# Kleine Waterpoort (Delfzijl)
De Kleine Waterpoort of De Ruyterpoort is de kleinste van de twee waterpoorten in Delfzijl. De poort dankt zijn naam "De Ruyterpoort" aan Michiel de Ruyter, die in 1665 de West-Indische vloot in Delfzijl aan land bracht.
De Kleine Waterpoort is net als de Grote Waterpoort een coupure in de zeedijk. Om Delfzijl te beschermen tegen hoogwater kan de Kleine Waterpoort met een handmatig bediende draaideur worden gesloten. Als toegangspoort tot de vestingstad van de haven werd de poort voor het laatst gesloten tijdens het beleg van Delfzijl (1813-1814).
De poort is gelegen in het centrum van Delfzijl, aan landzijde ligt de poort direct aan het 'Jenevergankje', aan zeezijde aan de damsterkade en kostverloren.

## Galerij

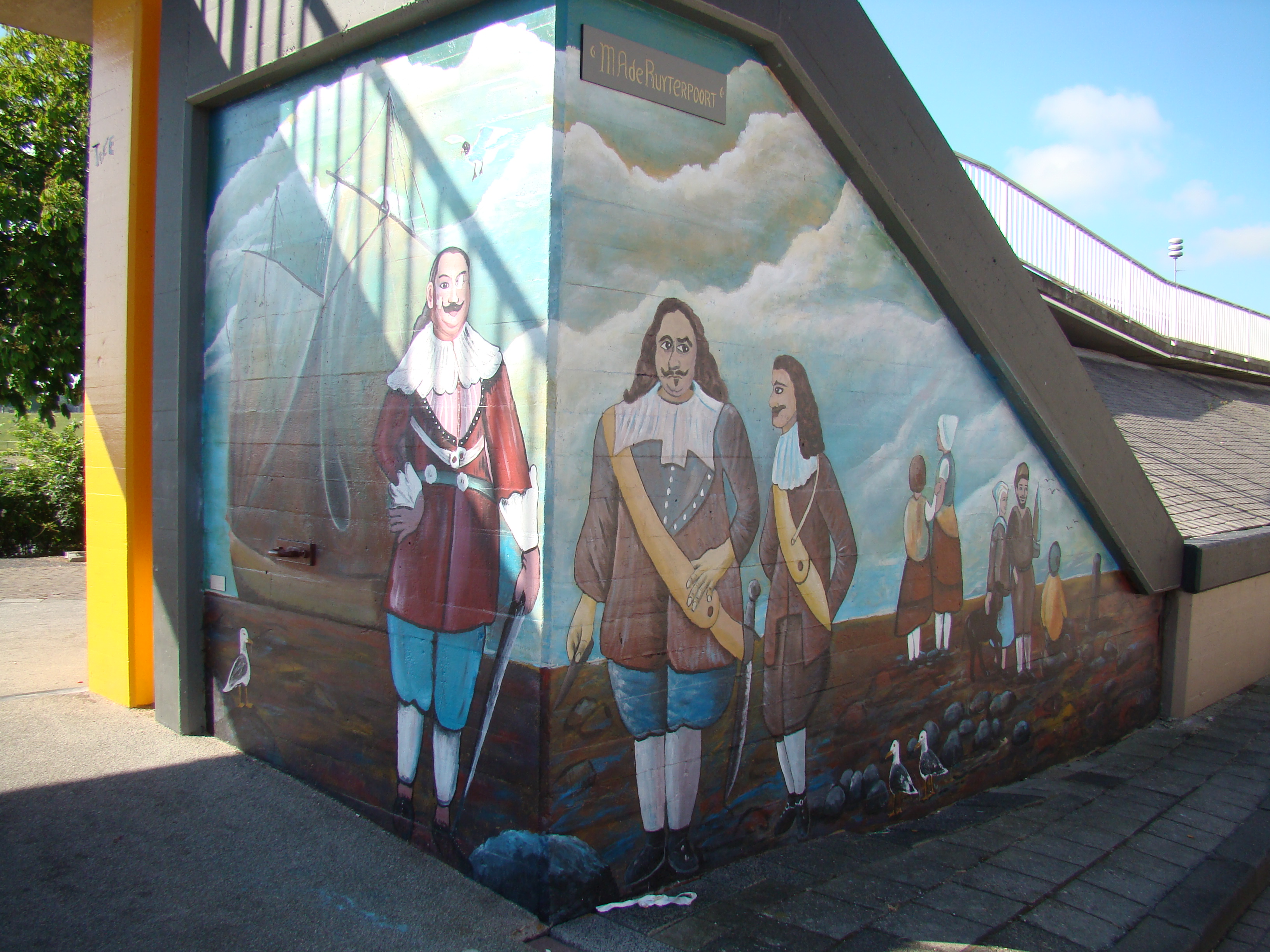
Schilderijen op de kleine waterpoort (Delfzijl)
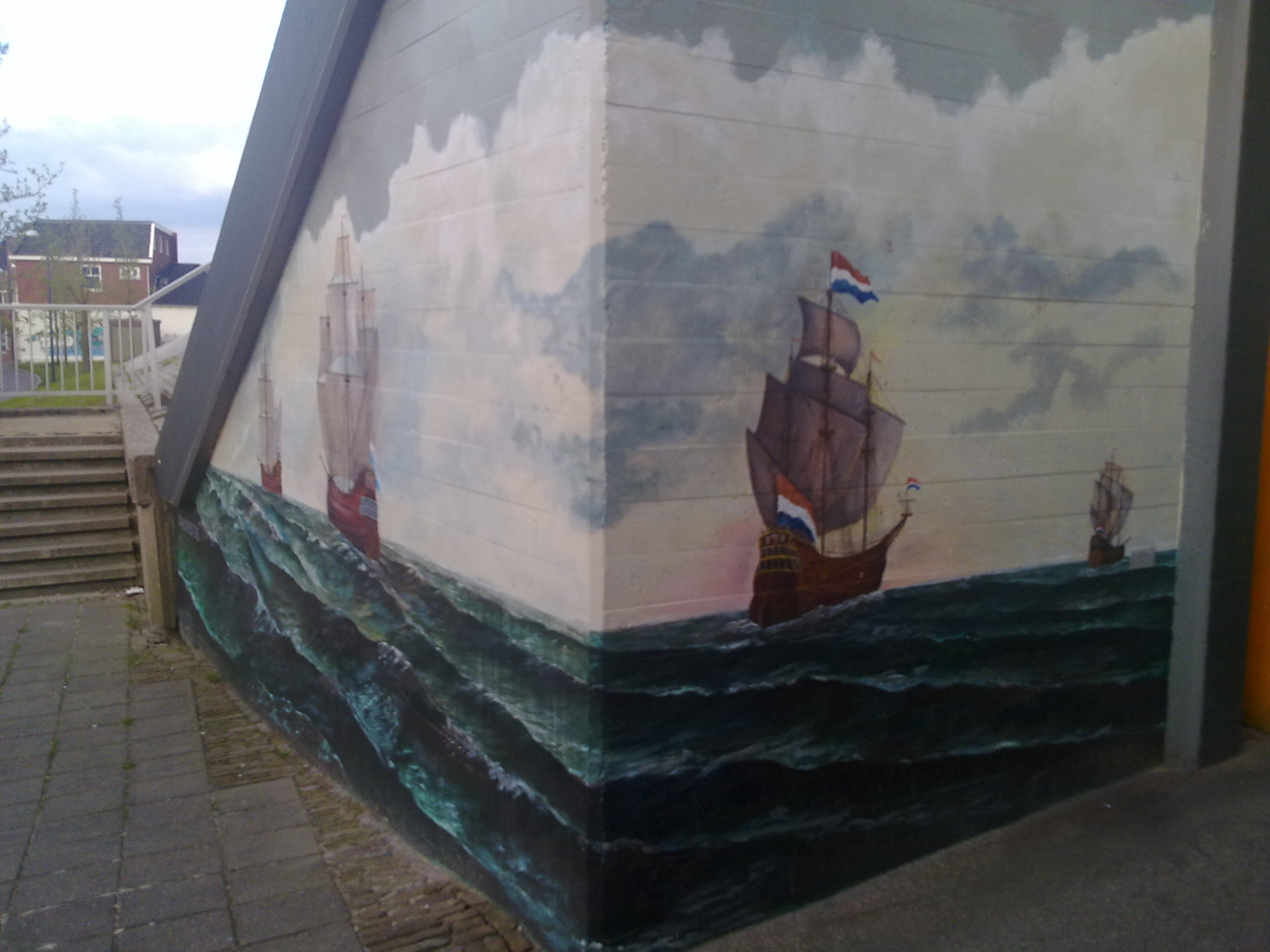
Schilderijen op de kleine waterpoort (Delfzijl)